# Grand Prix Japonii 2022
Grand Prix Japonii 2022, oficjalnie Formula 1 Honda Japanese Grand Prix 2022 – osiemnasta runda Mistrzostw Świata Formuły 1 w sezonie 2022. Grand Prix odbyło się w dniach 7–9 października 2022 na torze Suzuka International Racing Course w Suzuce. Wyścig wygrał po starcie z pole position Max Verstappen (Red Bull), zapewniając sobie swój drugi tytuł mistrzowski. Na podium stanęli również Sergio Pérez (Red Bull) oraz Charles Leclerc (Ferrari).
Wyścig rozpoczął się o godzinie 14:00 czasu lokalnego 9 października 2022 r. podczas ulewnego deszczu i został przerwany czerwoną flagą na drugim okrążeniu po tym, jak kierowca Ferrari Carlos Sainz Jr. stracił kontrolę na zakręcie pierwszego okrążenia i uderzył w barierę. Pojazd ratunkowy został natychmiast wysłany, a kilku kierowców minęło ciągnik z prędkością pod podwójnie żółtymi flagami na drugim okrążeniu.
Wyścig wznowiono o 16:15 czasu lokalnego za samochodem bezpieczeństwa. Tylko dwadzieścia osiem okrążeń zostało ukończonych, zanim wyścig został skrócony z powodu przekroczenia trzygodzinnego limitu czasu.

## Lista startowa
| Nr          | Kierowca         | Zespół                                         | Samochód                          | Silnik                      | Opony |
| ----------- | ---------------- | ---------------------------------------------- | --------------------------------- | --------------------------- | ----- |
| 1           | Max Verstappen   | Oracle Red Bull Racing                         | Red Bull RB18                     | Red Bull RBPTH001 1,6 V6T   | P     |
| 3           | Daniel Ricciardo | McLaren F1 Team                                | McLaren MCL36                     | Mercedes-AMG F1 M13 1,6 V6T | P     |
| 4           | Lando Norris     | McLaren F1 Team                                | McLaren MCL36                     | Mercedes-AMG F1 M13 1,6 V6T | P     |
| 5           | Sebastian Vettel | Aston Martin Aramco Cognizant Formula One Team | Aston Martin AMR22                | Mercedes-AMG F1 M13 1,6 V6T | P     |
| 6           | Nicholas Latifi  | Williams Racing                                | Williams FW44                     | Mercedes-AMG F1 M13 1,6 V6T | P     |
| 10          | Pierre Gasly     | Scuderia AlphaTauri                            | AlphaTauri AT03                   | Red Bull RBPTH001 1,6 V6T   | P     |
| 11          | Sergio Pérez     | Oracle Red Bull Racing                         | Red Bull RB18                     | Red Bull RBPTH001 1,6 V6T   | P     |
| 14          | Fernando Alonso  | BWT Alpine F1 Team                             | Alpine A522                       | Renault E-Tech RE22 1,6 V6T | P     |
| 16          | Charles Leclerc  | Scuderia Ferrari                               | Ferrari F1-75                     | Ferrari 066/7 1,6 V6T       | P     |
| 18          | Lance Stroll     | Aston Martin Aramco Cognizant Formula One Team | Aston Martin AMR22                | Mercedes-AMG F1 M13 1,6 V6T | P     |
| 20          | Kevin Magnussen  | Haas F1 Team                                   | Haas VF-22                        | Ferrari 066/7 1,6 V6T       | P     |
| 22          | Yūki Tsunoda     | Scuderia AlphaTauri                            | AlphaTauri AT03                   | Red Bull RBPTH001 1,6 V6T   | P     |
| 23          | Alexander Albon  | Williams Racing                                | Williams FW44                     | Mercedes-AMG F1 M13 1,6 V6T | P     |
| 24          | Zhou Guanyu      | Alfa Romeo F1 Team ORLEN                       | Alfa Romeo C42                    | Ferrari 066/7 1,6 V6T       | P     |
| 31          | Esteban Ocon     | BWT Alpine F1 Team                             | Alpine A522                       | Renault E-Tech RE22 1,6 V6T | P     |
| 44          | Lewis Hamilton   | Mercedes-AMG Petronas Formula One Team         | Mercedes-AMG F1 W13 E Performance | Mercedes-AMG F1 M13 1,6 V6T | P     |
| 47          | Mick Schumacher  | Haas F1 Team                                   | Haas VF-22                        | Ferrari 066/7 1,6 V6T       | P     |
| 55          | Carlos Sainz Jr. | Scuderia Ferrari                               | Ferrari F1-75                     | Ferrari 066/7 1,6 V6T       | P     |
| 63          | George Russell   | Mercedes-AMG Petronas Formula One Team         | Mercedes-AMG F1 W13 E Performance | Mercedes-AMG F1 M13 1,6 V6T | P     |
| 77          | Valtteri Bottas  | Alfa Romeo F1 Team ORLEN                       | Alfa Romeo C42                    | Ferrari 066/7 1,6 V6T       | P     |
| Źródło: FIA |                  |                                                |                                   |                             |       |

## Wyniki

### Zwycięzcy sesji treningowych
| Sesja       | Nr | Kierowca        | Konstruktor | Czas     | Okr. |
| ----------- | -- | --------------- | ----------- | -------- | ---- |
| 1           | 14 | Fernando Alonso | Alpine      | 1:42,248 | 7    |
| 2           | 63 | George Russell  | Mercedes    | 1:41,935 | 23   |
| 3           | 1  | Max Verstappen  | Red Bull    | 1:30,671 | 22   |
| Źródło: FIA |    |                 |             |          |      |

### Kwalifikacje
| P                    | Nr | Kierowca         | Konstruktor                  | Czasy w kwalifikacjach | Czasy w kwalifikacjach | Czasy w kwalifikacjach | Poz. s. |
| P                    | Nr | Kierowca         | Konstruktor                  | Q1                     | Q2                     | Q3                     | Poz. s. |
| -------------------- | -- | ---------------- | ---------------------------- | ---------------------- | ---------------------- | ---------------------- | ------- |
| 1                    | 1  | Max Verstappen   | Red Bull Racing-RBPT         | 1:30,224               | 1:30,346               | 1:29,304               | 1       |
| 2                    | 16 | Charles Leclerc  | Ferrari                      | 1:30,402               | 1:30,486               | 1:29,314               | 2       |
| 3                    | 55 | Carlos Sainz Jr. | Ferrari                      | 1:30,336               | 1:30,444               | 1:29,361               | 3       |
| 4                    | 11 | Sergio Pérez     | Red Bull Racing-RBPT         | 1:30,622               | 1:29,925               | 1:29,709               | 4       |
| 5                    | 31 | Esteban Ocon     | Alpine-Renault               | 1:30,696               | 1:30,357               | 1:30,165               | 5       |
| 6                    | 44 | Lewis Hamilton   | Mercedes                     | 1:30,906               | 1:30,443               | 1:30,261               | 6       |
| 7                    | 14 | Fernando Alonso  | Alpine-Renault               | 1:30,603               | 1:30,343               | 1:30,322               | 7       |
| 8                    | 63 | George Russell   | Mercedes                     | 1:30,865               | 1:30,465               | 1:30,389               | 8       |
| 9                    | 5  | Sebastian Vettel | Aston Martin Aramco-Mercedes | 1:31,256               | 1:30,656               | 1:30,554               | 9       |
| 10                   | 4  | Lando Norris     | McLaren-Mercedes             | 1:30,881               | 1:30,473               | 1:31,003               | 10      |
| 11                   | 3  | Daniel Ricciardo | McLaren-Mercedes             | 1:30,880               | 1:30,659               |                        | 11      |
| 12                   | 77 | Valtteri Bottas  | Alfa Romeo-Ferrari           | 1:31,226               | 1:30,709               |                        | 12      |
| 13                   | 22 | Yūki Tsunoda     | AlphaTauri-RBPT              | 1:31,130               | 1:30,808               |                        | 13      |
| 14                   | 24 | Zhou Guanyu      | Alfa Romeo-Ferrari           | 1:30,894               | 1:30,953               |                        | 14      |
| 15                   | 47 | Mick Schumacher  | Haas-Ferrari                 | 1:31,152               | 1:31,439               |                        | 15      |
| 16                   | 23 | Alexander Albon  | Williams-Mercedes            | 1:31,311               |                        |                        | 16      |
| 17                   | 10 | Pierre Gasly     | AlphaTauri-RBPT              | 1:31,322               |                        |                        | PL      |
| 18                   | 20 | Kevin Magnussen  | Haas-Ferrari                 | 1:31,352               |                        |                        | 17      |
| 19                   | 18 | Lance Stroll     | Aston Martin Aramco-Mercedes | 1:31,419               |                        |                        | 18      |
| 20                   | 6  | Nicholas Latifi  | Williams-Mercedes            | 1:31,511               |                        |                        | 19      |
| 107% czasu: 1:36,539 |    |                  |                              |                        |                        |                        |         |
| Źródło: FIA          |    |                  |                              |                        |                        |                        |         |

Uwagi
1. ↑  Pierre Gasly został zmuszony do startu z alei serwisowej za wymianę tylnego skrzydła oraz balastu przedniego skrzydła po kwalifikacjach[6].
2. ↑  Nicholas Latifi otrzymał karę cofnięcia o 5 pozycji za spowodowanie kolizji z Zhou Guanyu podczas Grand Prix Singapuru[7].

### Wyścig
| P           | Nr | Kierowca         | Konstruktor                  | Okr. | Czas                       | Start | +/–       | Punkty |
| ----------- | -- | ---------------- | ---------------------------- | ---- | -------------------------- | ----- | --------- | ------ |
| 1           | 1  | Max Verstappen   | Red Bull Racing-RBPT         | 28   | 3:01:44,004                | 1     | Bez zmian | 25     |
| 2           | 11 | Sergio Pérez     | Red Bull Racing-RBPT         | 28   | +27,066                    | 4     | 2         | 18     |
| 3           | 16 | Charles Leclerc  | Ferrari                      | 28   | +31,763                    | 2     | 1         | 15     |
| 4           | 31 | Esteban Ocon     | Alpine-Renault               | 28   | +39,685                    | 5     | 1         | 12     |
| 5           | 44 | Lewis Hamilton   | Mercedes                     | 28   | +40,326                    | 6     | 1         | 10     |
| 6           | 5  | Sebastian Vettel | Aston Martin Aramco-Mercedes | 28   | +46,358                    | 9     | 3         | 8      |
| 7           | 14 | Fernando Alonso  | Alpine-Renault               | 28   | +46,369                    | 7     | Bez zmian | 6      |
| 8           | 63 | George Russell   | Mercedes                     | 28   | +47,661                    | 8     | Bez zmian | 4      |
| 9           | 6  | Nicholas Latifi  | Williams-Mercedes            | 28   | +1:10,143                  | 19    | 10        | 2      |
| 10          | 4  | Lando Norris     | McLaren-Mercedes             | 28   | +1:10,782                  | 10    | Bez zmian | 1      |
| 11          | 3  | Daniel Ricciardo | McLaren-Mercedes             | 28   | +1:12,877                  | 11    | Bez zmian |        |
| 12          | 18 | Lance Stroll     | Aston Martin Aramco-Mercedes | 28   | +1:13,904                  | 18    | 6         |        |
| 13          | 22 | Yūki Tsunoda     | AlphaTauri-RBPT              | 28   | +1:15,599                  | 13    | Bez zmian |        |
| 14          | 20 | Kevin Magnussen  | Haas-Ferrari                 | 28   | +1:26,016                  | 17    | 3         |        |
| 15          | 77 | Valtteri Bottas  | Alfa Romeo-Ferrari           | 28   | +1:26,496                  | 12    | 3         |        |
| 16          | 24 | Zhou Guanyu      | Alfa Romeo-Ferrari           | 28   | +1:27,043                  | 14    | 2         | [ b ]  |
| 17          | 47 | Mick Schumacher  | Haas-Ferrari                 | 28   | +1:32,523                  | 15    | 2         |        |
| 18          | 10 | Pierre Gasly     | AlphaTauri-RBPT              | 28   | +1:48,091                  | PL    | 2         |        |
| NS          | 55 | Carlos Sainz Jr. | Ferrari                      | 0    | NU (wypadek)               | 3     |           |        |
| NS          | 23 | Alexander Albon  | Williams-Mercedes            | 0    | NU (uszkodzenia kolizyjne) | 16    |           |        |
| Źródło: FIA |    |                  |                              |      |                            |       |           |        |

Uwagi
1. ↑  Charles Leclerc ukończył wyścig na drugim miejscu, lecz otrzymał karę 5 sekund doliczonych do uzyskanego czasu za opuszczenie toru i zyskanie przewagi[10].
2. ↑  Dodatkowy 1 punkt jest przyznawany kierowcy, który ustanowił najszybsze okrążenie w wyścigu, pod warunkiem, że ukończył wyścig w pierwszej 10.
3. ↑  Pierre Gasly zakończył wyścig na siedemnastym miejscu, lecz otrzymał karę przejazdu przez aleję serwisową, zamienioną na 20 sekund doliczonych do uzyskanego czasu za przekroczenie prędkości podczas czerwonej flagi[11].

### Najszybsze okrążenie
| Nr          | Kierowca    | Konstruktor | Czas     | Okr. |
| ----------- | ----------- | ----------- | -------- | ---- |
| 24          | Zhou Guanyu | Alfa Romeo  | 1:44,411 | 20   |
| Źródło: FIA |             |             |          |      |

### Prowadzenie w wyścigu
| Nr                              | Kierowca        | Konstruktor | Okrążenia | Suma |
| ------------------------------- | --------------- | ----------- | --------- | ---- |
| 1                               | Max Verstappen  | Red Bull    | 1–7, 9–28 | 27   |
| 14                              | Fernando Alonso | Alpine      | 8         | 1    |
| \| Wykres \| \| ------ \| \| \| |                 |             |           |      |
| Źródło: FIA                     |                 |             |           |      |
| Wykres                          |                 |             |           |      |
|                                 |                 |             |           |      |

## Klasyfikacja po wyścigu

### Kierowcy
Źródło: FIA
| P  | +/− | Kierowca         | Starty | Punkty | P1 | P2 | P3 | PP | NO | NS |
| -- | --- | ---------------- | ------ | ------ | -- | -- | -- | -- | -- | -- |
| 1  | 0   | Max Verstappen   | 18     | 366    | 12 | 1  | 1  | 5  | 5  | 1  |
| 2  | +1  | Sergio Pérez     | 18     | 253    | 2  | 7  | –  | 1  | 3  | 2  |
| 3  | −1  | Charles Leclerc  | 18     | 252    | 3  | 4  | 2  | 9  | 3  | 3  |
| 4  | 0   | George Russell   | 18     | 207    | –  | 1  | 6  | 1  | 1  | 1  |
| 5  | 0   | Carlos Sainz Jr. | 18     | 202    | 1  | 3  | 4  | 2  | 2  | 5  |
| 6  | 0   | Lewis Hamilton   | 18     | 180    | –  | 2  | 4  | –  | 2  | 1  |
| 7  | 0   | Lando Norris     | 18     | 101    | –  | –  | 1  | –  | 1  | 1  |
| 8  | 0   | Esteban Ocon     | 18     | 78     | –  | –  | –  | –  | –  | 2  |
| 9  | 0   | Fernando Alonso  | 18     | 65     | –  | –  | –  | –  | –  | 4  |
| 10 | 0   | Valtteri Bottas  | 18     | 46     | –  | –  | –  | –  | –  | 4  |
| 11 | +1  | Sebastian Vettel | 16     | 32     | –  | –  | –  | –  | –  | 2  |
| 12 | −1  | Daniel Ricciardo | 18     | 29     | –  | –  | –  | –  | –  | 2  |
| 13 | 0   | Pierre Gasly     | 18     | 23     | –  | –  | –  | –  | –  | 3  |
| 14 | 0   | Kevin Magnussen  | 18     | 22     | –  | –  | –  | –  | –  | 3  |
| 15 | 0   | Lance Stroll     | 18     | 13     | –  | –  | –  | –  | –  | 1  |
| 16 | 0   | Mick Schumacher  | 18     | 12     | –  | –  | –  | –  | –  | 3  |
| 17 | 0   | Yūki Tsunoda     | 18     | 11     | –  | –  | –  | –  | –  | 5  |
| 18 | 0   | Zhou Guanyu      | 18     | 6      | –  | –  | –  | –  | 1  | 5  |
| 19 | 0   | Alexander Albon  | 17     | 4      | –  | –  | –  | –  | –  | 3  |
| 20 | +1  | Nicholas Latifi  | 18     | 2      | –  | –  | –  | –  | –  | 5  |
| 21 | −1  | Nyck de Vries    | 1      | 2      | –  | –  | –  | –  | –  | –  |
| 22 | 0   | Nico Hülkenberg  | 2      | 0      | –  | –  | –  | –  | –  | –  |
| P  | +/− | Kierowca         | Starty | Punkty | P1 | P2 | P3 | PP | NO | NS |

### Konstruktorzy
Źródło: FIA
| P  | +/− | Konstruktor                  | Starty | Punkty | P1 | P2 | P3 | PP | NO | NS |
| -- | --- | ---------------------------- | ------ | ------ | -- | -- | -- | -- | -- | -- |
| 1  | 0   | Red Bull Racing-RBPT         | 36     | 619    | 14 | 8  | 1  | 7  | 8  | 3  |
| 2  | 0   | Ferrari                      | 36     | 454    | 4  | 7  | 6  | 10 | 5  | 8  |
| 3  | 0   | Mercedes                     | 36     | 387    | –  | 3  | 10 | 1  | 3  | 2  |
| 4  | +1  | Alpine-Renault               | 36     | 143    | –  | –  | –  | –  | –  | 6  |
| 5  | −1  | McLaren-Mercedes             | 36     | 130    | –  | –  | 1  | –  | 1  | 3  |
| 6  | 0   | Alfa Romeo Racing-Ferrari    | 36     | 52     | –  | –  | –  | –  | 1  | 9  |
| 7  | 0   | Aston Martin Aramco-Mercedes | 36     | 45     | –  | –  | –  | –  | –  | 3  |
| 8  | 0   | Haas-Ferrari                 | 36     | 34     | –  | –  | –  | –  | –  | 6  |
| 9  | 0   | Scuderia AlphaTauri-RBPT     | 36     | 34     | –  | –  | –  | –  | –  | 8  |
| 10 | 0   | Williams-Mercedes            | 36     | 8      | –  | –  | –  | –  | –  | 8  |
| P  | +/− | Konstruktor                  | Starty | Punkty | P1 | P2 | P3 | PP | NO | NS |